# ジョー・オダネル
ジョー・オダネル（ジョー・オドネルとも。Joe O'Donnelll、 Joseph Roger O'Donnell、1922年5月7日 - 2007年8月9日）は、米国文化情報局 （英語: United States Information Agency ; USIA , United States Information Service ; USISに勤務した、米国の記録映像作家、フォトジャーナリスト及び写真家。

## 人物・来歴
1922年、ペンシルベニア州ジョンズタウン生まれ。
2007年、テネシー州ナッシュビルにて没。命日となった8月9日は『長崎原爆忌』の日でもあった。

## 作品
最も広く知られる作品として、1945年と1946年に日本の長崎及び広島における原爆投下直後の状況を、米海兵隊の写真家として撮影した一群の記録写真がある。

### 焼き場に立つ少年

焼き場に立つ少年（Standing boy of Nagasaki 1945）

2007年、皇后 美智子は、オダネルが従軍中の長崎で撮影した「焼き場に立つ少年」の新聞への掲載が、その年に印象に残ったことの一つとして言及されている。